# Schöninger Straße 6, 7 (Magdeburg)

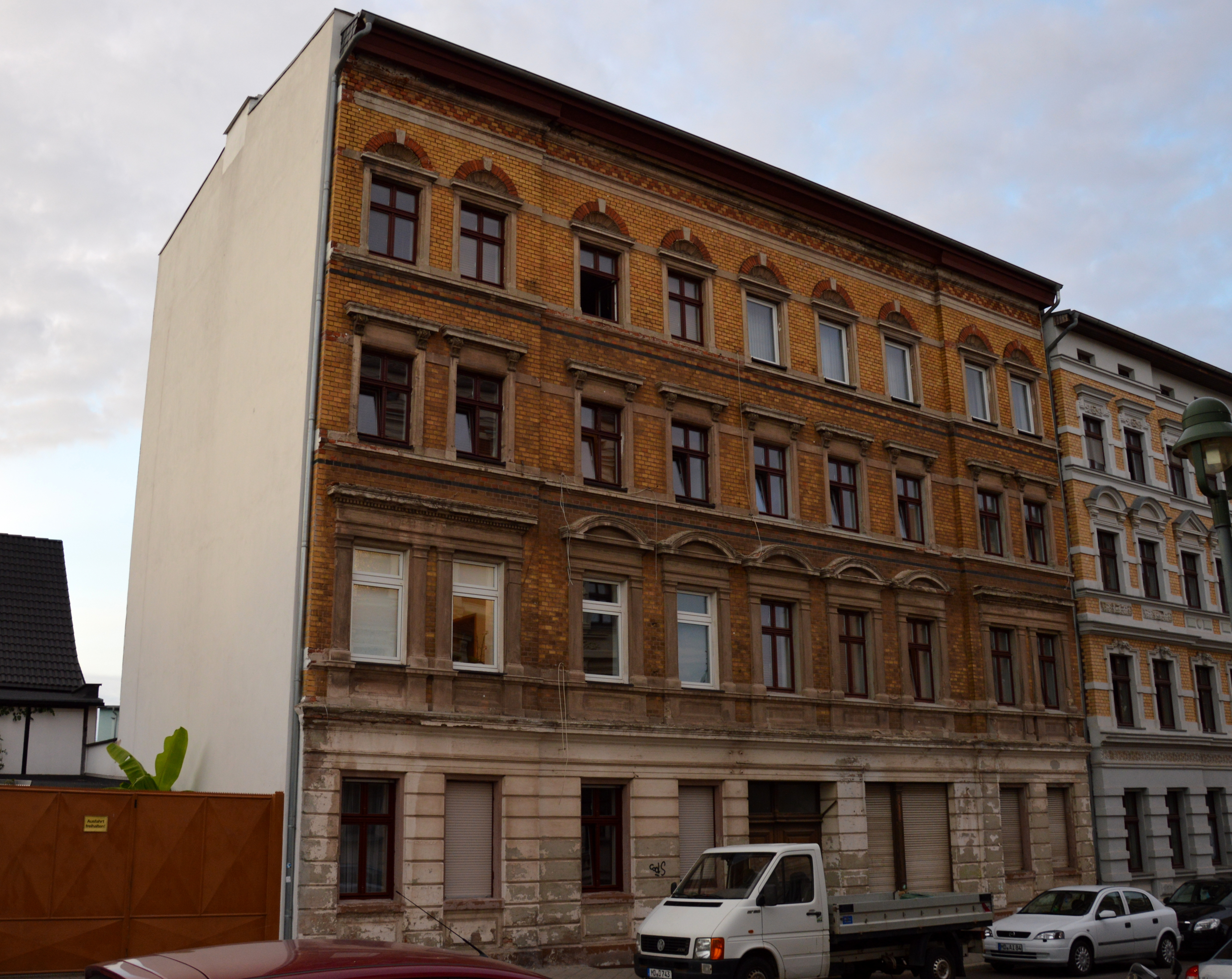
Schöninger Straße 6, 7

Das Haus Schöninger Straße 6, 7 ist ein denkmalgeschütztes Gebäude in Magdeburg in Sachsen-Anhalt.

## Lage
Es befindet sich auf der Nordseite der Schöninger Straße im Stadtteil Sudenburg. Östlich grenzt das gleichfalls denkmalgeschützte Haus Schöninger Straße 4, 5 an.

## Architektur und Geschichte
Das viergeschossige Wohnhaus entstand im späten 19. Jahrhundert. Der Ziegelbau ist repräsentativ im Stil der Neorenaissance gestaltet. Horizontal ist die Fassade durch Gesimse gegliedert. Im Erdgeschoss bestehen Rustizierungen, an der Traufe befindet sich ein farbiges Fries. Das erste Obergeschoss ist als Beletage mit Pilastern und Segmentbogengiebeln oberhalb der Fensteröffnung betont. Die jeweils äußeren zwei Achsen der Fassade treten als flache Risalite hervor.
Der Bau wird als Bestandteil eines teilweise erhaltenen gründerzeitlichen Straßenzuges und als Abschluss zur eingeschossigen Bebauung aus der Zeit der Mitte des 19. Jahrhunderts als städtebaulich bedeutsam eingeschätzt.
Im örtlichen Denkmalverzeichnis ist das Wohnhaus unter der Erfassungsnummer 094 82113 als Baudenkmal verzeichnet.